# Matara
För andra betydelser, se Matara (olika betydelser).

Matara district.

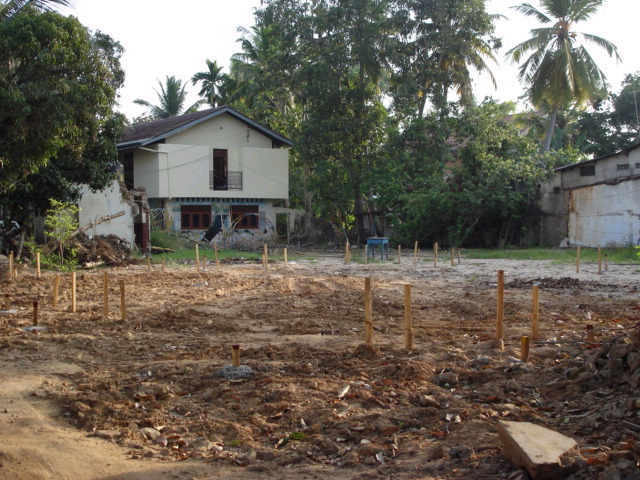
Hus i Matara efter tsunamikatastrofen.

Matara är en av Sri Lankas största städer. Matara ligger i distriktet Matara på Sri Lankas sydkust 160km från Colombo. 

## Universitet
- University of Ruhuna

## Skolor
- St.Thomas' College (etablerad 1844)
- St.Servatius' College (etablerad 1897)
- Rahula College
- Kamburugamuwa MV
- Kamburupitiya Naarandeniya Central College
- Janadipathi Vidyalaya, Kotuwa
- Mirissa Methodistha
- Eeriyathota MV,Matara
- Pamburana Shariputra vidyalaya
- St.Merie's convent
- Mahamaya Balika MV
- Makandura MV
- Makandura KV
- Sujatha Vidyalaya
- St.Thomas High School
- Matara Madya Maha Vidyalaya